# Расин, Серж
Се́рж Раси́н (фр. Serge Racine; род. 9 октября 1951, Гаити) — гаитянский футболист, играл на позиции защитника. Участник чемпионата мира 1974 года.

## Биография

### Клубная карьера
В течение трёх сезонов играл за «Эгль Нуар». В 1975 году Расин уехал в Германию, где присоединился к клубу Второй Бундеслиги «Вакер 04» из Берлина. В Германии Расин отыграл 4 сезона, один из которых были в Оберлиге — третьем на тот момент немецком дивизионе.

### Карьера в сборной
В составе сборной Гаити был участником чемпионата мира 1974 года, где сыграл в двух матчах группового этапа со сборными Польши (0:7) и Аргентины (1:4). Сборная Гаити заняла последнее место в группе с общей разницей мячей 2-14.